# Gruppo di NGC 777
Il Gruppo di NGC 777 comprende almeno tredici galassie situate nella costellazione del Triangolo, tra cui NGC 750, NGC 751, NGC 761, NGC 777, NGC 783 e NGC 789.
La distanza media tra il centro di massa di questo gruppo e la nostra Via Lattea è di circa 228 milioni di anni luce (69,7 Mpc).

## Membri
Le tredici galassie componenti il gruppo, indicate nell'articolo di Garcia del 1993, sono:
| Nome       | Classificazione | Tipo                | RA (J2000.0)  | DEC (J2000.0) | Velocità radiale (km/s) | Magnitudine apparente | Distanza (Mpc) | Dimensioni (kal) |
| ---------- | --------------- | ------------------- | ------------- | ------------- | ----------------------- | --------------------- | -------------- | ---------------- |
| NGC 750    | E pec           | Ellittica           | 01h 57m 32.7s | 33° 12′ 33″   | 5171 ± 8                | 11,9                  | 72,5 ± 5,1     | 128              |
| NGC 751    | E pec           | Ellittica           | 01h 57m 33.0s | 33° 12′ 11″   | 5152 ± 8                | 12,5                  | 72,2 ± 5,1     | 106              |
| NGC 761    | SBa             | Spirale barrata     | 01h 57m 49.6s | 33° 22′ 38″   | 5029 ± 10               | 13,5                  | 70,3 ± 4,9     | 111              |
| NGC 777    | E1              | Ellittica           | 02h 00m 14.9s | 31° 25′ 46″   | 5015 ± 8                | 11,5                  | 70,2 ± 4,9     | 172              |
| NGC 783    | Sc              | Spirale             | 02h 01m 06.6s | 31° 52′ 57″   | 5190 ± 5                | 12,2                  | 72,8 ± 5,1     | 96               |
| NGC 785    | S0-:            | Lenticolare         | 02h 01m 40.0s | 31° 49′ 35″   | 4985 ± 27               | 13,0                  | 69,8 ± 4,9     | 102              |
| NGC 789    | S?              | Spirale             | 02h 02m 26.0s | 32° 04′ 20″   | 5171 ± 8                | 13,5                  | 73,9 ± 5,2     | 50               |
| UGC 1470   | S?              | Spirale             | 01h 59m 42.8s | 32° 04′ 55″   | 5165 ± 5                | 13,134 ± 0,1281       | 72,4 ± 5,1     | 106              |
| UGC 1503   | E               | Ellittica           | 02h 01m 19.9s | 33° 19′ 47″   | 5086 ± 6                | 14,11                 | 71,3 ± 5,0     | 69               |
| UGC 1577   | SBbc            | Spirale barrata     | 02h 05m 26.6s | 31° 10′ 31″   | 5271 ± 1                | 11,67                 | 74,0 ± 5,2     | 142              |
| UGC 1641   | SA(s)dm         | Spirale magellanica | 02h 09m 10.2s | 31° 59′ 39″   | 5006 ± 1                | 14,00                 | 70,2 ± 4,9     | 102              |
| UGC 1682   | Scd?            | Spirale             | 02h 11m 34.8s | 31° 30′ 35″   | 4984 ± 2                | 12,96                 | 69,9 ± 4,9     | 66               |
| MGC 5-5-29 | S?              | Spirale             | 01h 56m 50.3s | 31° 42′ 11″   | 5345 ± 3                | 13,5 ± 0,3            | 75,0 ± 5,3     | 65               |

- 1Nel vicino infrarosso

Il sito DeepskyLog permette di trovare agevolmente le costellazioni in cui si trovano le galassie; in alternativa si possono utilizzare le coordinate delle galassie per individuarle. Se non altrimenti indicato, le coordinate sono quelle fornite dal sito NASA/IPAC (National Aeronautics and Space Administration / Infrared Processing and Analysis Center).